# Lissonotus biguttatus
Lissonotus biguttatus là một loài bọ cánh cứng trong họ Cerambycidae.